# Vangueriella spinosa
Vangueriella spinosa är en måreväxtart som först beskrevs av Heinrich Christian Friedrich Schumacher och Peter Thonning, och fick sitt nu gällande namn av Bernard Verdcourt. Vangueriella spinosa ingår i släktet Vangueriella och familjen måreväxter. Inga underarter finns listade i Catalogue of Life.